# Diecimila martiri
I Diecimila martiri, chiamati anche Diecimila Crocifissi, erano un gruppo di soldati romani guidati da sant'Acacio, secondo una leggenda agiografica medievale, si convertirono al Cristianesimo e vennero per questo crocifissi sul Monte Ararat, in Armenia, per ordine dell'imperatore romano.

## Storia e martirio
I diecimila martiri sono menzionati due volte nel Martirologio Romano: la prima il 18 marzo: "A Nicomedia i diecimila santi martiri che vennero uccisi di spada per aver confessato Cristo". La seconda si legge il 22 giugno: "Sul monte Ararat il martirio dei diecimila santi martiri che vennero crocifissi."

La prima annotazione, rintracciata in un antico martirologio greco, tradotta dal Cardinale Sirleto e pubblicata da Enrico Canisio, probabilmente fa riferimento al culto di un tale numero di martiri, uccisi all'inizio della persecuzione dei cristiani sotto Diocleziano, nel 303.

Che questo numero non sia un'esagerazione è evidente anche negli scritti di Eusebio di Cesarea e Lattanzio.

La seconda annotazione, invece, si fonda su una leggenda, forse tradotta da un originale greco da Anastasio il Bibliotecario (morto nell'866), e dedicata a Pietro, vescovo della Sabina. Secondo questa tradizione, gli imperatori romani Adriano (117-138) e Antonino Pio (138-161) marciavano alla testa del loro immenso esercito per reprimere le rivolte dei Gadareni e gli abitanti della regione dell'Eufrate. Poiché i nemici erano dieci volte più numerosi, gli imperatori si ritirarono, ad eccezione di un gruppo di novemila soldati i quali, incoraggiati dall'apparizione di un angelo che aveva promesso loro la vittoria, si gettarono sui nemici, mettendoli prodigiosamente in fuga.
In seguito al trionfo, i novemila e il loro centurione Acacio, guidati dall'angelo, si raccolsero sul monte Ararat dove vissero pregando per trenta giorni, cibandosi della manna caduta dal cielo. Avvertito della vittoria ad opera dei suoi militari, Adriano invitò i suoi a compiere un sacrificio come ringraziamento agli dèi, ma i novemila rifiutarono sicché l'imperatore inviò sette re pagani sull'Ararat per convincerli ad abiurare.
Opposto un rifiuto anche a questi, i novemila vennero flagellati, incoronati con corone di spine e infine lapidati. Le pietre tornavano tuttavia nelle mani di chi le aveva scagliate, e questo prodigio convertì altri mille soldati che si unirono immediatamente al gruppo dei martiri. Adriano, inferocito, ordinò una strage: in diecimila, vennero tutti crocifissi o impalati, mentre una voce divina prometteva la salvezza dell'anima per chi li avesse pregati.

## Culto
Il culto dei diecimila è stato a lungo ignorato. I martiri non sono menzionati affatto prima di Petrus de Natalibus, vescovo nel 1371. I Greci non ne fanno nemmeno nota nel Menaion, né tantomeno i copti o gli Armeni. Lorenz Sauer li omette nella sua prima e seconda edizione della Vita Sanctorum; Daniel van Papebroeck classifica i loro "Atti" come apocrifi, mentre Cesare Baronio è l'unico a difenderli. 
Il culto è comunque diffuso in Danimarca, Svezia, Polonia, Francia, Spagna e Portogallo. Le loro reliquie sono rivendicate dalla Cattedrale di San Vito a Praga, da Vienna, da Scutari, in Sicilia, da Cuenca, Lisbona e Coimbra in Portogallo.

## Galleria d'immagini

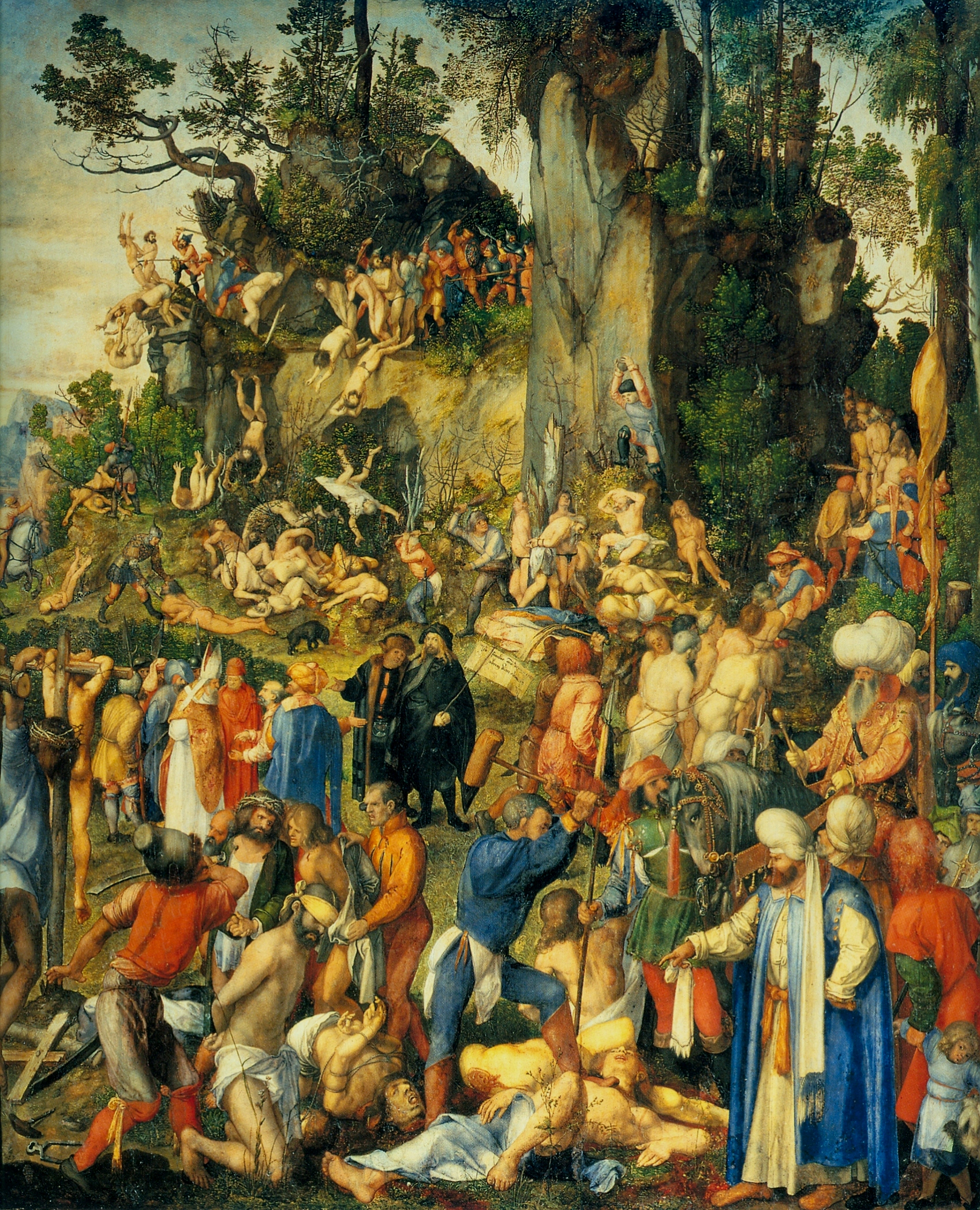
Albrecht Dürer, Martirio dei Diecimila, 1507, Vienna, Kunsthistorisches Museum.
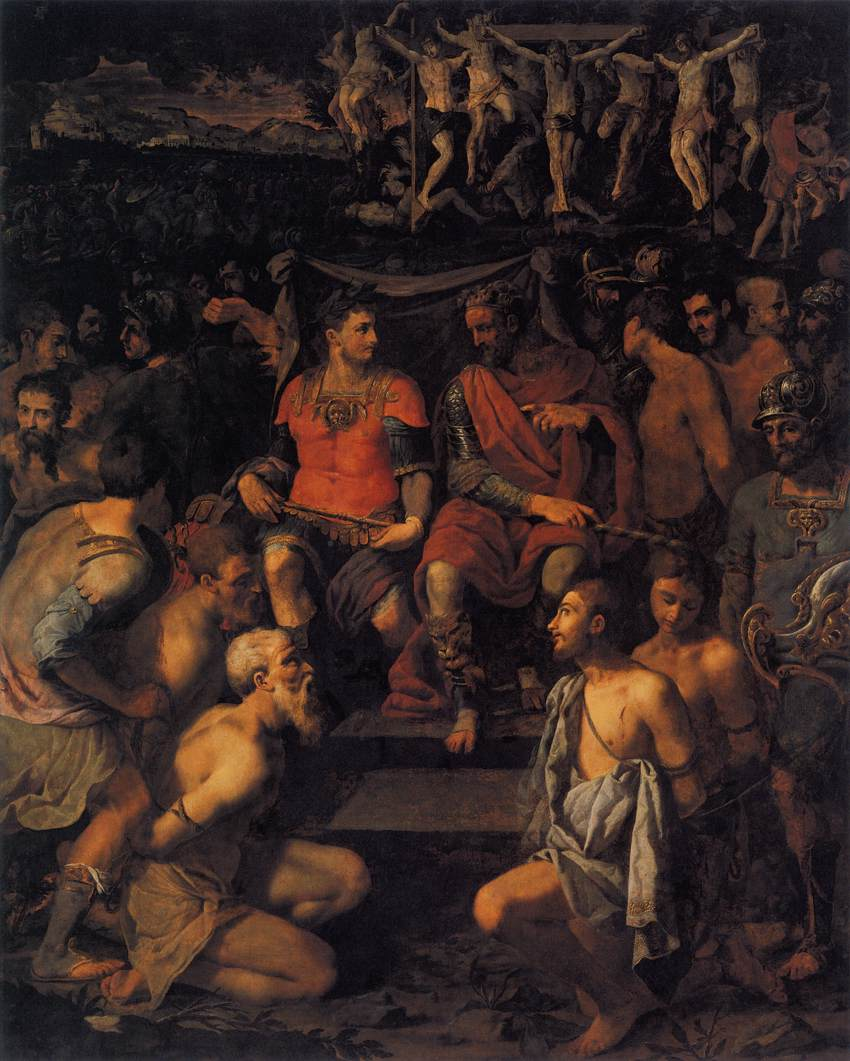
Michele Tosini, Martirio dei diecimila, 1550 ca, Firenze, Museo di San Salvi.
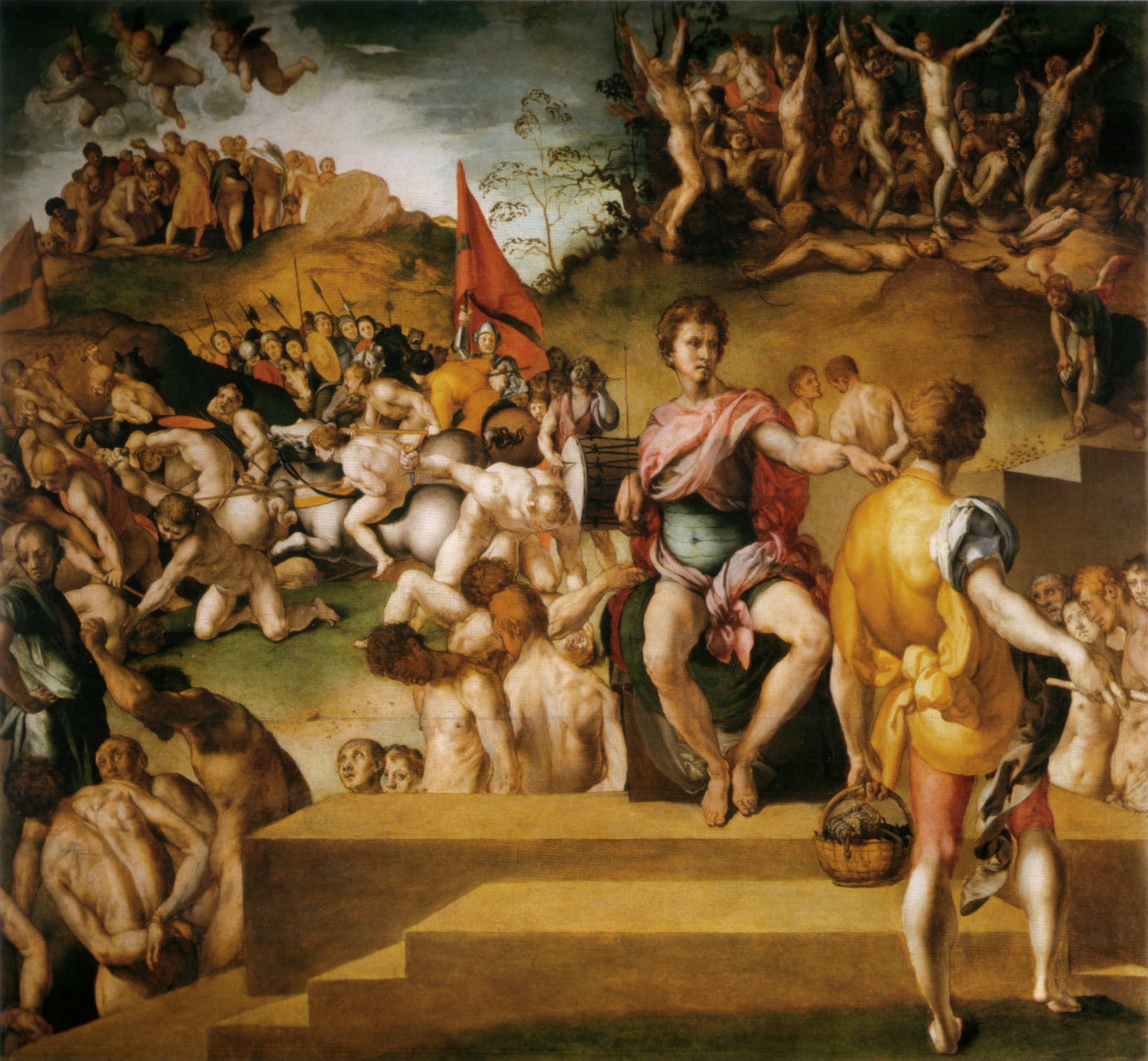
Jacopo Pontormo, Martirio dei diecimila, 1529-1530, Firenze, Galleria degli Uffizi.
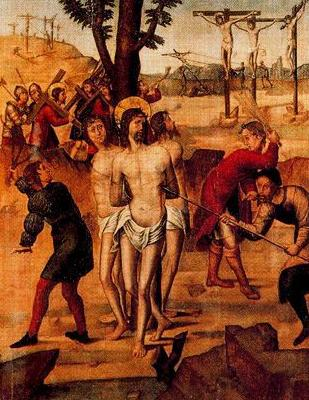
Anonimo di Toledo, Martirio dei diecimila, XVI secolo, Madrid, Museo del Prado.